# Mexican Spy Company

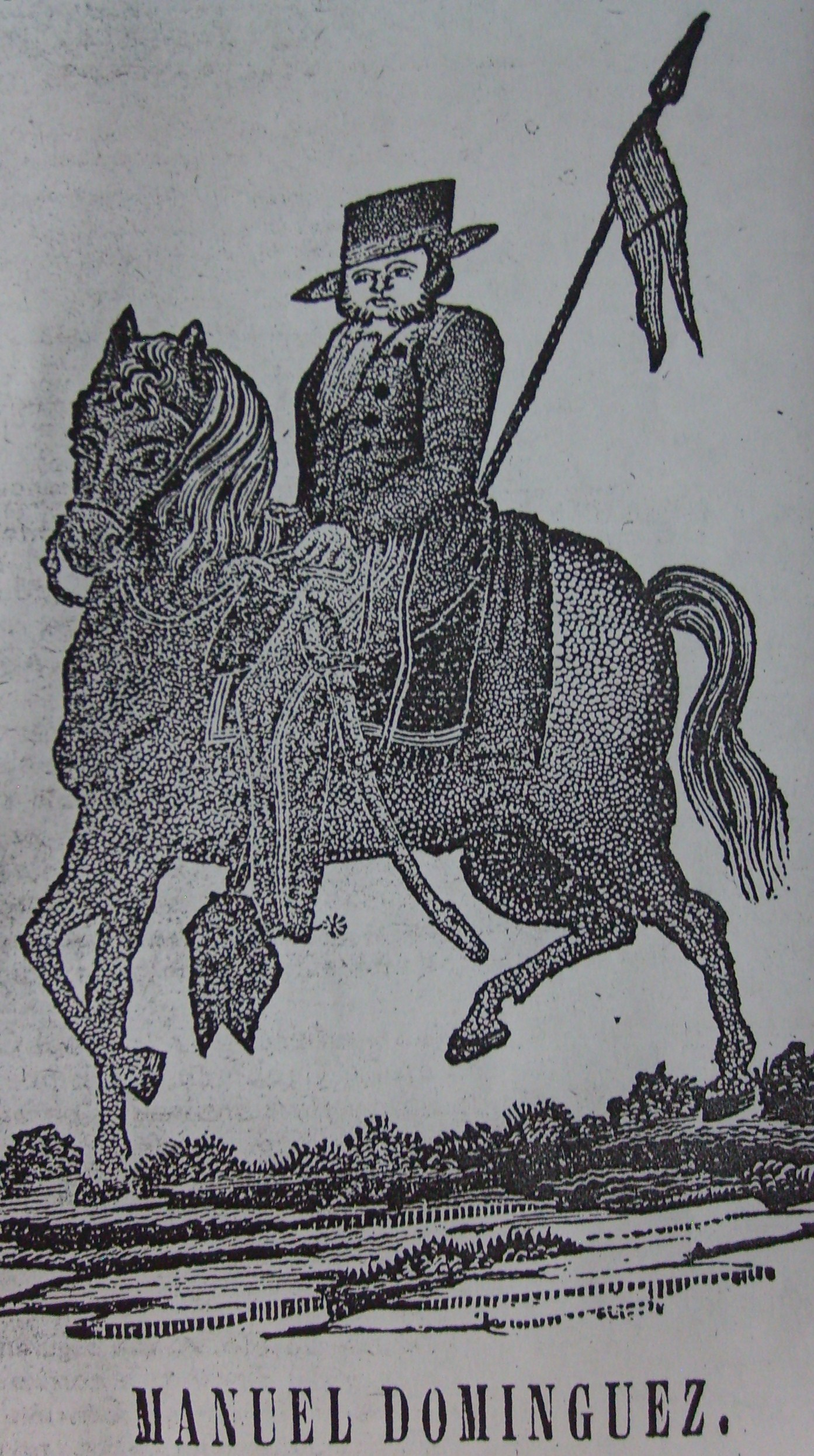
El jefe de la Mexican Spy Company, zapatero de oficio, vendedor ambulante de mantas y cambayas, carnicero y contraguerrillero, enjuiciado tres veces como salteador de caminos. Se hizo notorio durante la invasión estadounidense de 1847 y vendiendo sus servicios al invasor. Sus biógrafos lo describen como de aspecto repugnante, color cobrizo, pelo y barba negros, labios gruesos y amoratados, nariz chata. Llevaba dos enormes pistolas a la cintura, una escopeta, un puñal, lanza y machete. Fue el tipo clásico de bandido en las revoluciones del S. XIX como los descritos por Manuel Payno en su obra Los bandidos de Río Frío.

La Mexican Spy Company o la compañía de espías mexicanos fue el grupo encabezado por el salteador de caminos Manuel Domínguez y organizada por el ejército de Estados Unidos de América por iniciativa del general Winfield Scott con el fin de delatar y hostilizar a las guerrillas y elementos del ejército mexicano que atacaban a sus filas de abastecimiento en su camino a la conquista de la Ciudad de México durante la llamada Primera intervención estadounidense en México de 1846 a 1848. 

## Winfield Scott crea la Compañía de espías
El 15 de mayo de 1847, el general William J. Worth ocupó la ciudad de Puebla sin resistencia y pronto sus habitantes se habituaron a la presencia de los militares estadounidenses. El resto del ejército con el general Winfield Scott a la cabeza lo hicieron el día 27. Fue entonces que algunas personas de la alta sociedad poblana y el clero católico pidieron los ayudara a resolver un asunto de grave preocupación popular, asunto que ya antes había sido tratado ante el general Worth por un grupo de personas de la clase acomodada de Puebla relacionado con delincuentes salteadores de caminos y que se ocultaban en la ciudad, pues no sólo se dedicaban a entorpecer las maniobras del ejército, sino que asaltaban a cuanto mexicano se les pusiera enfrente. La solicitud estaba dirigida más específicamente a la captura de un “malviviente” llamado Manuel Domínguez alias el Chato, que ya antes había escapado de la cárcel gracias a una red de cómplices o lograba salir de las prisiones mediante los sobornos que ofrecía y que ningún policía rechazaba. Compuesta de varios cientos de vándalos, esta red trabajaba a lo largo del camino de Veracruz a Puebla y a la Ciudad de México y no respetaba a nadie que se encontrara en su camino.
El 2 de junio cayó este famoso salteador de caminos en manos de los norteamericanos y el general Scott decidió, en lugar de lo convenido con la gente y el clero de Puebla, utilizarlo para dirigir lo que llamó “The Mexican Spy Company” (“Compañía de espías mexicanos”), una red de espías locales, que informarían de todo lo que vieran y escucharan sobre los planes de Santa Anna, infiltrándose entre el ejército y la población tanto de la capital como de Puebla. Por su parte, Domínguez contó la historia inverosímil de que él había sido un hombre honesto que en alguna ocasión había sido asaltado por un oficial mexicano. A partir de entonces, se fue al monte y empezó su vida como jefe de bandidos. Aceptó colaborar con el ejército de los Estados Unidos y fue puesto a las órdenes del coronel Ethan Hitchcock, otorgándole un salario de coronel. Al principio recibió la encomienda de mensajero entre Puebla y Xalapa, pero al poco tiempo Hitchcok le propuso formar una partida de exploradores y espías. En consecuencia los norteamericanos liberaron a muchos presos de las cárceles poblanas amigos del Chato, recibiendo pagas superiores a las de los sargentos americanos. El mismo Domínguez fue ascendido al grado de coronel. El resultado fue que en breve fueron delatados planes y detenidos civiles y militares mexicanos, como se desprende de una carta escrita en Puebla por el propio Winfield Scott al coronel Thomas Childs que se encontraba en Jalapa. 

«Me han proporcionado los espías poblanos los más exactos informes sobre los movimientos del enemigo y los planes de sus paisanos; por conducto de ellos pude aprehender a varios militares y civiles en las reuniones nocturnas que tenían por objeto sublevar al populacho. La compañía de espías ha peleado con valor, y está tan comprometida que tendrá que salir del país cuando se retire nuestro ejército.»

Les fueron encomendadas además las funciones de guías, dados sus conocimientos de los caminos entre Xalapa y México, y participaron también como combatientes luchando contra sus compatriotas el 20 de agosto de 1847 en la avanzada del mayor Franklin Smith en Churubusco. Según los relatores de la toma de aquel fortín, el general Pedro María Anaya, quien fue hecho prisionero, vio a Domínguez y a los demás contraguerrilleros, e 

«impelido de un sentimiento de execración y horror, apostrofó al insolente cabecilla, llamándole traidor, con riesgo de su propia vida».

 En esta batalla fueron capturados 80 efectivos del Batallón de San Patricio que habían desertado del ejército norteamericano y como dato curioso, Hitchcok se mostró indignado por su atrevimiento de tomar las armas contra los Estados Unidos.

## El destino de la Compañía
Al parecer la compañía permanecería en México el mismo tiempo que lo hizo el ejército norteamericano, una vez concluida la guerra. Alguno que otro hombre de Domínguez venía a la Ciudad de México para informar de las actividades del grupo en el camino entre Puebla y Veracruz, región que conocían y en la que se sentían seguros, pero procuraban mantenerse alejados, pues temían las represalias de sus compatriotas. La esposa de Domínguez, que según Hitchcock hubiera sido hermosa excepto que le faltaba un diente, buscó refugio en el campamento norteamericano al sentirse amenazada por algunos hombres que habían jurado vengarse de su marido. Los hombres de Domínguez se dedicaron a desarmar guerrillas que aún operaban en Puebla y Tlaxcala, como la escaramuza a los guerrilleros de Cirilo León. 
La Compañía se disolvió a mediados de 1848 cuando los hombres de Domínguez recibieron $20.000 como baja del ejército estadounidense en Veracruz, siendo esta voluntaria. Muchos aceptaron y siguieron su oficio de cometer asaltos en los caminos. Quien no quiso permanecer en México fue Domínguez, ya que temía que lo mataran «como a un perro», y murió en la pobreza con su familia en Nueva Orleans. Hitchcock comenta que cuando llegó a esa ciudad, dejó de ser el hombre fuerte, temido y respetado por muchos hombres.